# 선덕고등학교
선덕고등학교(宣德高等學校)는 대한민국 서울특별시 도봉구 쌍문동에 위치한 자율형 사립 고등학교이다. 

## 학교 연혁
- 1974년 11월 6일 : 학교법인 선덕학원 설립
- 1982년 10월 3일 : 선덕고등학교 설립 인가
- 1983년 3월 5일 : 선덕고등학교 개교 및 입학식(도봉구 우이동 103)
- 1983년 3월 5일 : 초대 김양형 교장 취임
- 1986년 2월 13일 : 제1회 졸업식(588명)
- 1990년 5월 12일 : 신축교사 이전(도봉구 쌍문동 263)
- 2009년 5월 13일 : 학교법인 세그루학원 설립
- 2010년 4월 23일 : 자율형 사립고등학교로 지정
- 2022년 2월 11일 : 제37회 졸업식(353명, 21,099명)
- 2022년 3월 2일 : 제40기 신입생 입학식(383명)

## 참고 자료
- 선덕고등학교 - 한국교육학술정보원 학교알리미